# Szociabilitás
A szociabilitás a közösséghez való alkalmazkodás képessége.
Mivel az ember élete nagy részét közösségben tölti, ezért ez az emberiségre jellemző fontos tulajdonság a szociabilitás ill. a társas képességek rendszere. A társas érintkezések hiánya súlyos következményekkel járhat. A tartós magány, a társas érintkezések hiánya negatív érzelmeket kelt, depresszió, hangulatzavar alakulhat ki. Súlyos esetekben hallucinációk is felléphetnek.
Mint minden képesség a szociális képességek is változóak és személytől, egyéniségtől függőek. A magas szociábilis képességű emberek társaságkedvelők, könnyen teremtenek barátságokat, élvezik a társasági életet, általában színes egyéniségek, az emberi interakciókban magabiztosság jellemzi őket.

## A kérdés kutatói
- Festinger: 1976-ban, a társas összehasonlítást vizsgálta.
- Hill, Rubin és munkatársai: 1976-ban az egyetemista párok párkapcsolatainak tartósságát vizsgálta.
- Schachter: 1979-ben, a magány tűrését mérte kísérletében.
- Levinger: 1980-ban a személyes kapcsolatok fejlődési modelljét fejtette ki.

## A szocialbilitás a népszerű kultúrában
A magány ill. a szociális érintkezés hiányát dolgozza fel Daniel Defoe Robinson Crusoe-ja, és a Számkivetett (Cast Away) Robert Zemeckis filmje.